# Alfredo Bryce Echenique

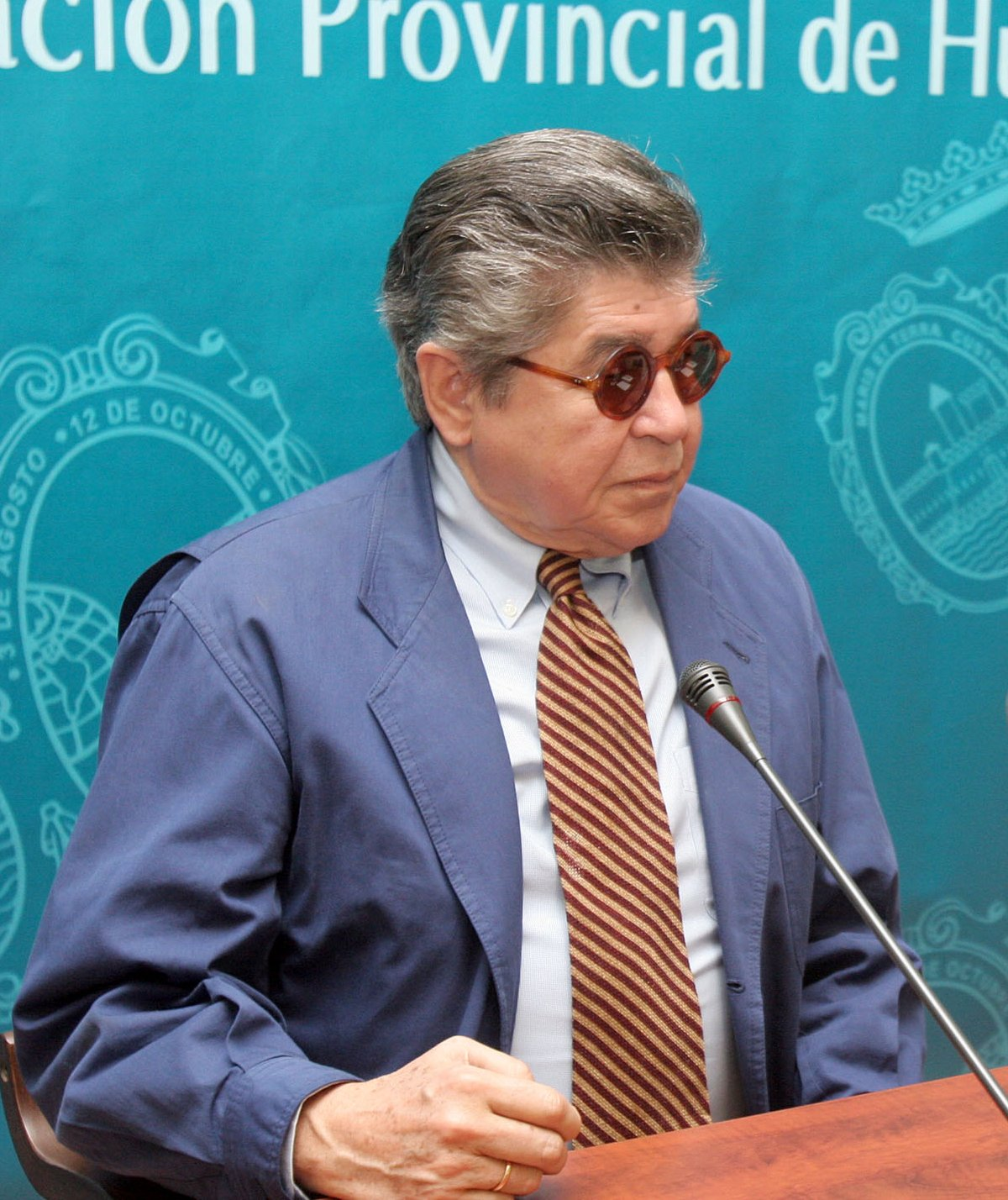
Alfredo Bryce Echenique im Jahr 2007

Alfredo Bryce Echenique (* 19. Februar 1939 in Lima, Peru) ist ein peruanischer Schriftsteller, Literaturwissenschaftler und Jurist.

## Leben
Alfredo Bryce Echenique wurde am 19. Februar 1939 in Lima als Sohn einer wohlhabenden peruanisch-englischen Familie geboren. Seine Eltern waren Elena Echenique Basombrío und Francisco Bryce Arróspide. Sein Vater war Bankier und sein Urgroßvater, José Rufino Echenique Benavente, 1851 Staatspräsident von Peru.
1957 begann er mit seinen Studien in Jura und Literaturwissenschaften an der Nationaluniversität San Marcos in Lima. Seinen Titel als Anwalt erlangte er 1963. Im Jahr darauf schloss er sein literaturwissenschaftliches Studium mit einer Arbeit über Ernest Hemingway ab.
Im selben Jahr erhielt er von der französischen Regierung ein Stipendium, welches ihn nach Paris führte, wo er an der Sorbonne neben Diplomen in Klassischer und Moderner Französischer Literatur auch eine Doktorarbeit begann. Neben seiner Lehrtätigkeit an verschiedenen Schulen und Universitäten Frankreichs, darunter Nanterre, Montpellier und Vincennes unterrichtete er auch außerhalb Frankreichs, unter anderem an den Universitäten von Yale, Austin und Puerto Rico.
Nach dem Putsch General Velasco Alvarados verloren sein Vater und sein Großvater ihre Posten durch die Verstaatlichung einer internationalen Bank, was seine Familie stark unter Druck setzte.
1984 zog er nach Madrid, wo er als freier Schriftsteller arbeitete. Wie einige seiner Protagonisten lebte Bryce Echenique lange Zeit fern von seiner Heimat. Erst 1999 kehrte er nach Lima zurück.
Bryce Echenique hat mehr als zwanzig Bücher veröffentlicht, darunter Romane, Erzählungen, Autobiographisches und Artikelsammlungen. In der spanischsprachigen Welt gehört er zu den bekanntesten und angesehensten lateinamerikanischen Autoren. In seiner dreibändigen Autobiographie Permiso para sentir (1993–2019) kritisiert er die politische und gesellschaftliche Entwicklung Perus.

## Welterfolg
Gleich sein erster Roman, Un mundo para Julius (1970) (deutscher Titel Eine Welt für Julius, 2000) wurde ein überwältigender Erfolg. Der unter anderem von Gabriel García Márquez gelobte, in stilistischer Hinsicht heterogene postmoderne Entwicklungsroman mit autobiographischen Zügen, aber wechselnden Perspektiven und ohne roten Faden wurde in zahlreiche Sprachen übersetzt und zählt heute zu den Klassikern der lateinamerikanischen Literatur. Er zeichnet das Leben eines zugleich vernachlässigten und verwöhnten Jungen aus der Oberschicht Limas zwischen dem 5. und 15. Lebensjahr nach. Julius entdeckt schrittweise und mit arglos staunenden Augen die Oberflächlichkeit und soziale Ignoranz dieser Klasse gegenüber ihren indigenen Bediensteten, kann aber nur die Distanz eines Beobachter, nicht die des Kritikers erlangen. Der Roman spielt aus heutiger Sicht in einer scheinbar befriedeten Zeit, in der die Hochlandindios in den reichen Vierteln der großen Städten noch kaum sichtbar waren und sich als Dienstboten bereitwillig oder gezwungenermaßen unterordneten, und in einer Welt der Weißen, in der es nur Machos und Schwache gibt, die aber untergehen wird und in der Julius’ künftige Perspektive offenbleibt.
1972 wurde der Roman mit dem Premio Nacional de Literatura de Perú ausgezeichnet. 1973 erschien eine französische, 1974 eine italienische, 1992 eine englische, 2002 eine deutsche Übersetzung. 2019 wurde der Roman für das Fernsehen verfilmt. 

## Auszeichnungen
Für sein Werk La amigdalitis de Tarzan (deutscher Titel Küss mich, Du Idiot) erhielt er 2002 den renommierten italienischen Literaturpreis Premio Grinzane Cavour. Im selben Jahr wurde er für El huerto de mi amada mit dem Planeta-Preis, dem höchstdotierten Literaturpreis der spanischsprachigen Welt, ausgezeichnet. 2012 erhielt Bryce Echenique den FIL-Preis.

## Werke
- Huerto cerrado (Erzählungen, 1968)
- Un mundo para Julius (Roman, 1970)
  - Eine Welt für Julius. Roman Aus dem Spanischen von Matthias Strobel. 2002 (= suhrkamp taschenbuch. Band 3556), ISBN 3-518-41320-1.
- La felicidad, ja, ja. Erzählungen, 1974
  - Einzelerz.: Leben in Lima. Übers. José Antonio Friedl Zapata. In: Ein neuer Name, ein fremdes Gesicht. 26 Erzählungen aus Lateinamerika. Hg. wie Übers. Sammlung Luchterhand, 834. Neuwied, 1987 u.ö., S. 262–273
- A vuelo de buen cubero (Reiseberichte u. a., 1977)
- Tantas Veces Pedro (Roman, 1977)
- La vida exagerada de Martín Romaña (Roman, 1981)
- El hombre que habla de Octavia Cádiz (Roman, 1984)
- Magdalena peruana y otros cuentos (Erzählungen, 1986)
- Crónicas personales: edición aumentada de A vuelo de buen cubero (1987)
- Goig (in Zusammenarbeit mit der salvadorianischen Schriftstellerin Ana María Dueñas, 1987)
- La última mudanza de Felipe Carrillo (Roman, 1988)
- Dos señoras conversan (Drei Erzählungen, 1990), daraus erschienen Ein Frosch in der Wüste (2003), ISBN 3-518-22361-5
- Permiso para vivir („Antimemorias“ Bd. I 1993)
- No me esperen en abril (Roman, 1995)
- A trancas y barrancas (1996)
- Reo de nocturnidad (Roman, 1997)
- Guía triste de París (Erzählungen, 1999)
- La amigdalitis de Tarzán (Roman, 1999), dt. Küss mich, du Idiot (2000), ISBN 3-518-41180-2
- Crónicas perdidas (2001)
- El huerto de mi amada (Roman, 2002)
- doce cartas a dos amigos (2003)
- Permiso para sentir („Antimemorias“ Bd. II, 2005)
- Entre la soledad y el amor (2005)
- Las obras infames de Pancho Marambio (Roman, 2007)
- La esposa del rey de las curvas (Erzählungen, 2009)
- Permiso para retirarme („Antimemorias“ Bd. III 2019)